# Can
Can (The Can até 1970) foi uma banda de rock experimental fundada na Alemanha em 1968. Uma das mais importantes bandas do movimento krautrock, o Can possuía uma estilo musical baseado em bandas de rock de garagem como The Velvet Underground, com influência na música experimental.

## Integrantes
- Holger Czukay - baixo, engenharia de som e eletrônicos
- Michael Karoli - guitarra, vocal e violino
- Jaki Liebezeit - bateria e percussão
- Irmin Schmidt - teclado e vocal
- Malcolm Mooney - vocal (1968-1970, 1986-1991)
- Damo Suzuki - vocal (1970-1973)
- David Johnson sopros, eletrônicos e manipulação de fita (1968)
- Manni Löhe - vocal, percussão e flauta (1968)
- Rosko Gee - baixo, vocal (1977-1979)
- Rebop Kwaku Baah - percussão (1977-1979)
- Michael Cousins - vocal (abril de 1976)

## Discografia

### Álbuns de estúdio
- Delay 1968 (1968)
- Monster Movie (1969)
- Soundtracks (1970)
- Tago Mago (1971)
- Ege Bamyasi (1972)
- Future Days (1973)
- Soon Over Babaluma (1974)
- Landed (1975)
- Flow Motion (1976)
- Saw Delight (1977)
- Out of Reach (1978)
- Can (1979)
- Rite Time (1989)